# Amsonia hubrichtii
Amsonia hubrichtii là một loài thực vật có hoa trong họ La bố ma. Loài này được Woodson mô tả khoa học đầu tiên năm 1943.

## Hình ảnh

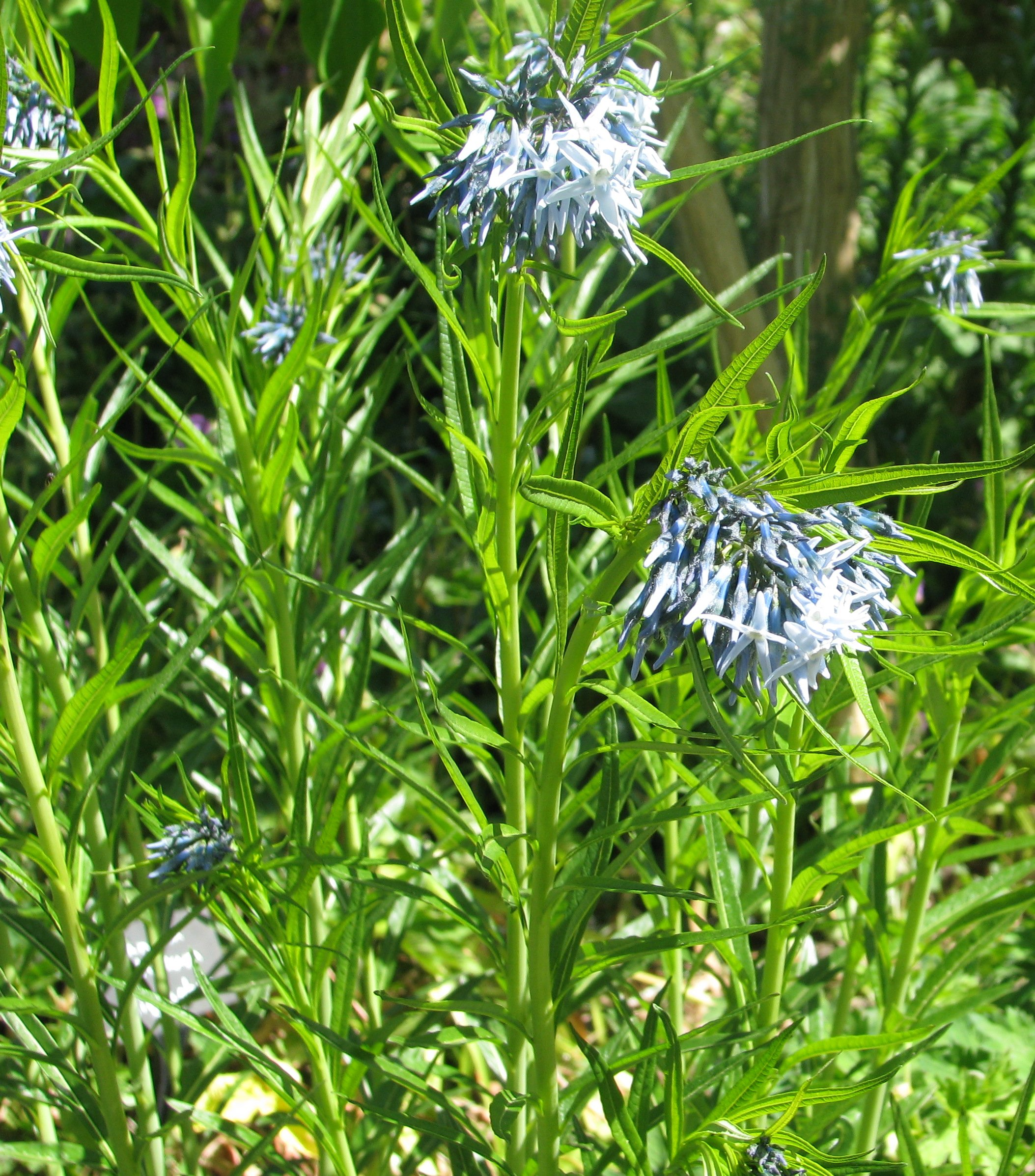
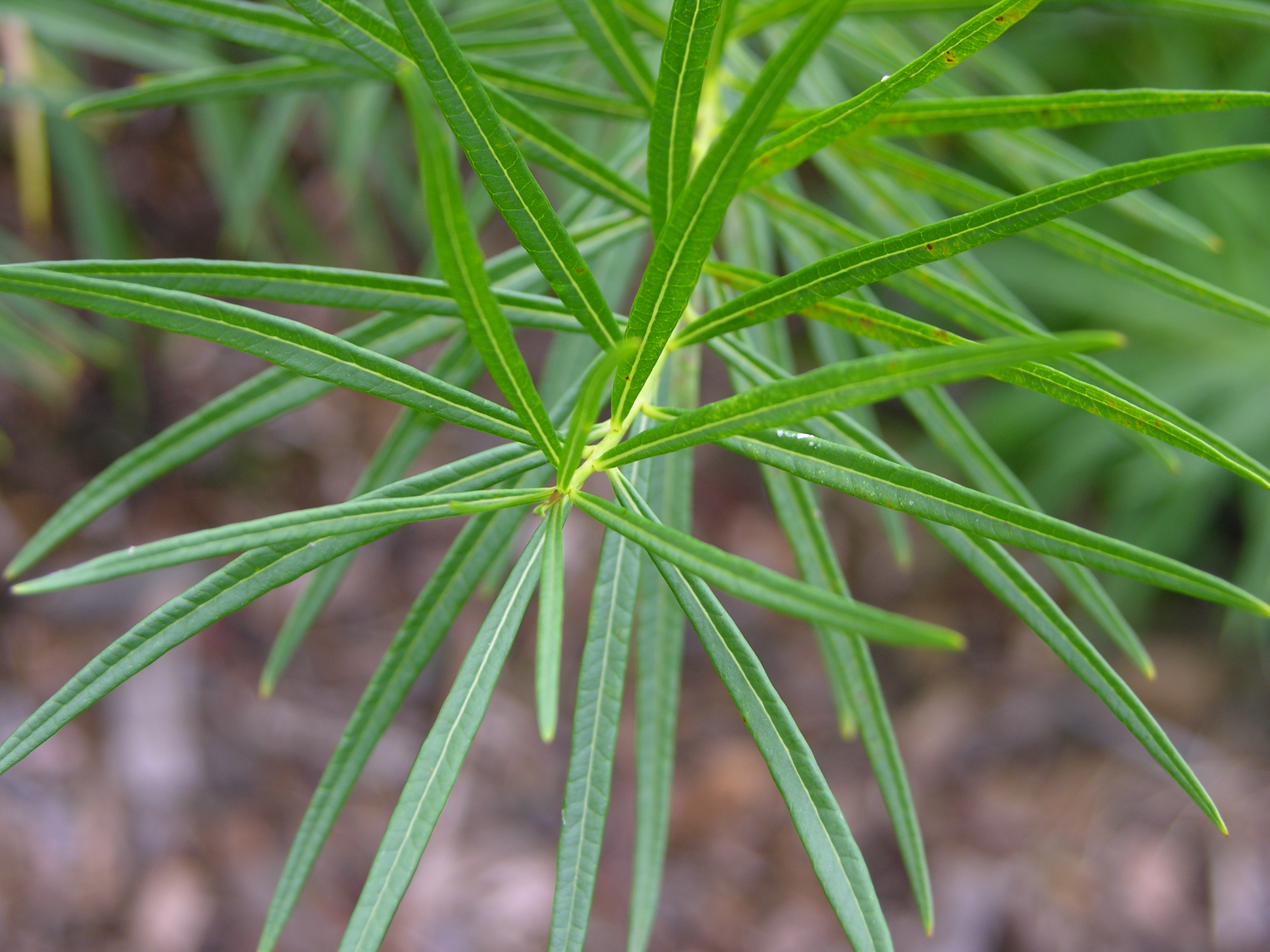
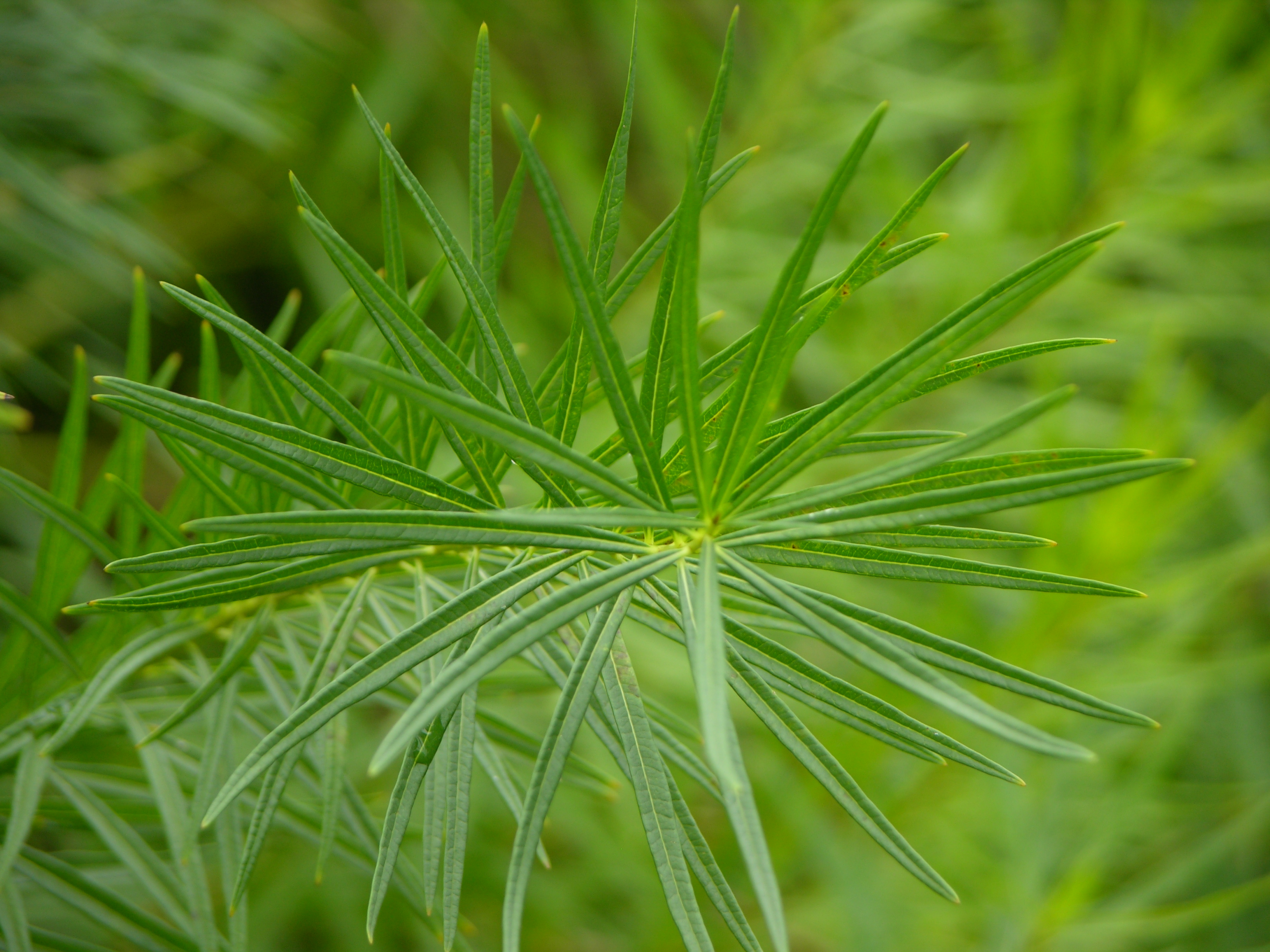
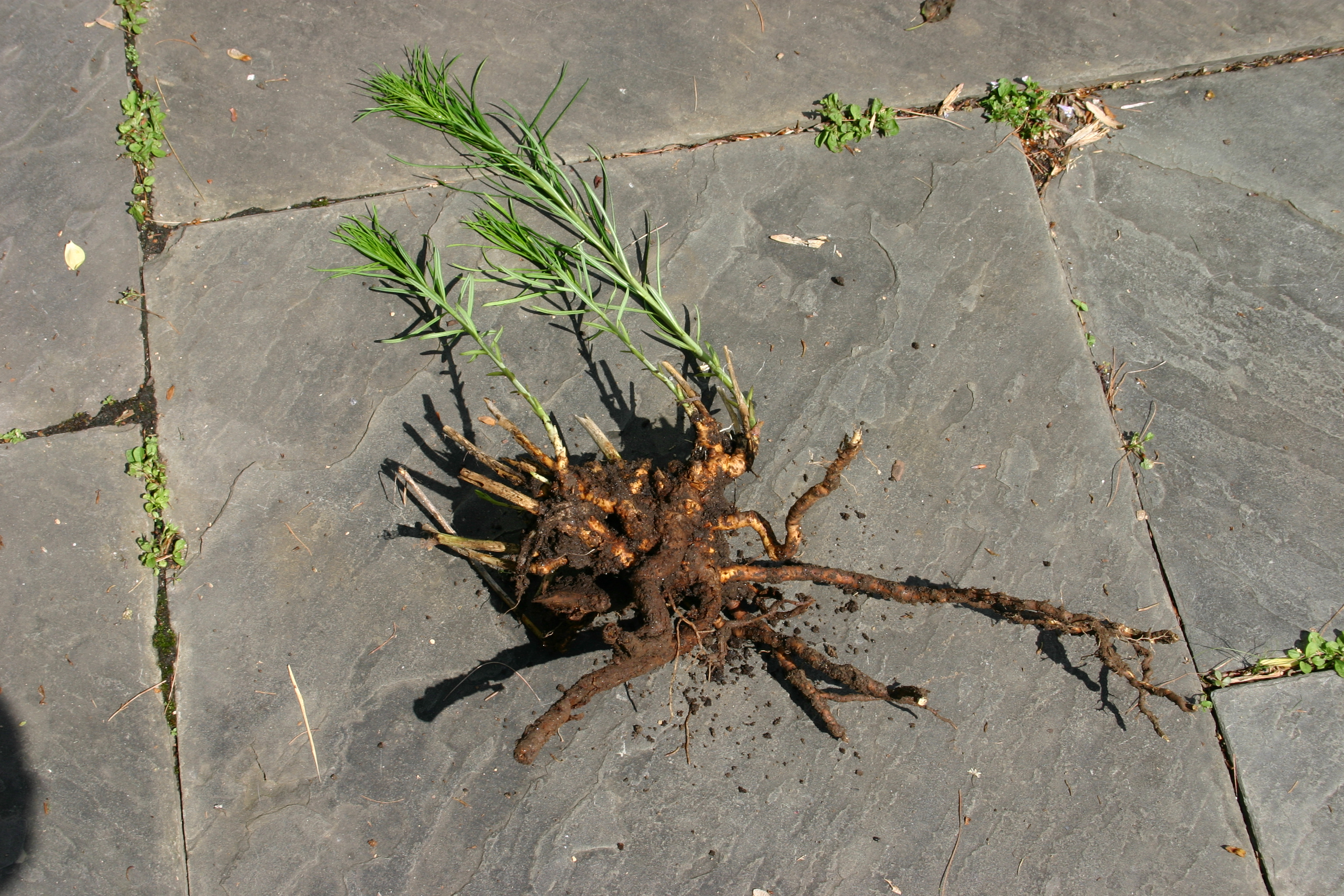